# ブラッドステインド:カース・オブ・ザ・ムーン
『ブラッドステインド：カース・オブ・ザ・ムーン』 （Bloodstained: Curse of the Moon）は、インティ・クリエイツから2018年5月24日に発売されたダウンロード専用の横スクロール2Dアクションゲーム。4人のキャラクターを切り替えて進むステージクリア型の8ビット風ホラーアクション。
対応プラットフォームはNintendo Switch、ニンテンドー3DS、PlayStation 4、PlayStation Vita、Xbox One、Windows PC（Steam、DMM GAME PLAYER）。

## 概要
本作はコナミで『悪魔城ドラキュラ』シリーズなどの開発スタッフの一人であったArtPlayの五十嵐孝司とインティ・クリエイツが開発した。『ブラッドステインド:リチュアル・オブ・ザ・ナイト』（Bloodstained: Ritual of the Night）のスピンオフ作品という位置付けとなっている。1980年代のレトロゲームの雰囲気を再現するためドット絵を用いた8ビット風ゲームとなっている。マルチエンディングを採用しており、プレイヤーの選択によって複数のエンディングに分岐する。発売から1週間で全世界におけるダウンロード販売本数が10万ダウンロードを突破した。
続編として『ブラッドステインド:カース・オブ・ザ・ムーン2』がある。また、本作と2をまとめた『ブラッドステインド:カース・オブ・ザ・ムーン クロニクルズ』が2023年7月13日に発売されている。

## ゲーム内容
本編となる『リチュアル・オブ・ザ・ナイト』は『悪魔城ドラキュラX 月下の夜想曲』のような探索型のアクションゲームだが、本作はスピンオフ作品ということでファミリーコンピュータ版『悪魔城ドラキュラ』や『悪魔城伝説』のようなステージクリア型のアクションゲームとなっている。キャラクターが3色のドット絵で描かれていたりと、80年代のレトロゲーム風のスタイルとなっている。

### システム
難易度はスタイルの変更に依存する。「ベテラン」スタイルと「カジュアル」スタイルから切り替える事が可能。「ベテラン」はダメージを受けるとノックバックするため、そのまま落下して穴に落ちると死亡することがあるが、「カジュアル」はノックバックしなくなり、残機数（LIFE）は無制限となる。（スタイルの変更はセーブデータのロード時やゲームオーバー時にも行える。）
プレイヤーはゲームスタート時は斬月1人で、ステージをクリアするごとにミリアム、アルフレッド、ジーベルの3人を仲間にできるが、仲間にするかどうかは任意に行えるようになっており、仲間にせず無視して先に進んだり、さらには殺害することも可能。
最大4人のキャラクターをL、Rボタンで切り替えることが可能。体力ゲージは4人それぞれに持っており、ダメージを受け体力がなくなるか、穴に落ちるととそのキャラクターは使用不能になり、残りのキャラクターでリトライする。
キャラクターが全滅した場合、LIFEを1つ失い、復活ポイントに戻された上で、再び全キャラクターが使用可能になる。

## 登場人物
斬月（Zangetsu）
本作の主人公で、東洋の退魔士の男性。
HPが高く、スタンダードなキャラクター。
メインウェポンは「斬月刀」で、リーチは短いが連打が可能。
サブウェポンは斜め上に貫通攻撃する「鎖分銅」。斜め下に攻撃する爆発攻撃「呪符」。一定時間攻撃力が上昇する「面」。
ミリアム達を仲間にせず殺害すると、ソウルアーツの斬り下ろし攻撃や2段ジャンプ、ダッシュが可能になる。
ミリアム（Miriam）
『リチュアル・オブ・ザ・ナイト』の主人公で、錬金術師により悪魔の力を宿す結晶「シャード」を埋め込まれた少女。
固有アクションとして、狭い通路を通れる「スライディング」を持ち、通常のジャンプが「ハイジャンプ」になっている。
メインウェポンは「ムチ」で、出は遅いがリーチが長い。
サブウェポンは、威力が低いが燃費の良い水平に投げる「ダガー」。斜め上3方向に投げる「剣」。威力が高い近接戦用の「オノ」。水平に投げた後戻ってくる「鎌」。
アルフレッド（Alfred）
ロガエスの書を探し続ける錬金術師の老人。
HPが低く、サブウェポンに特化した性能。
メインウェポメンは「杖」で、リーチも短く、連打も効かない。
サブウェポンは錬金術。炎のバリアを纏う「バーニングフフィア」。敵や水流、溶鉱炉、ミリアムの鎌など様々な物を凍らせ、上に乗ったり追加攻撃で与えるダメージが倍増する「フロストカリバー」。分身を作り出す「ソウルビジョン」。3発まで即座に連射でき何度も敵を追尾する、強力だが手に入る機会が少ない「ヴォルティックレイ」。
ジーベル（Gebel）
ミリアム同様にシャードを埋め込まれた、人間と錬金術師を憎む青年。
メインウェポンは「シャードバット」で、斜め方向に放つため対空性能に優れるが、地を這う敵には無力で、地形も破壊できない。
サブウェポンは「チェンジイモータル」で、コウモリのようなステンドグラスに変身し一定時間自由に飛行可能。それ以外にサブウェポンは存在しないが、サブウェポンゲージを大きく回復するアイテムが出現する。
変身中に体当たり攻撃「ブラッドスティール」、「急上昇」が行える。

## ボス
グラットントレイン
ゴーストトレインに取り憑いた超大型の魔物。
際限なく石炭を食べ続け、火室などから炎で攻撃する。
フォカロル
地下水脈に巣食う魔物。
超硬質の甲羅を持ち、水を操る。
ヴァルファーレ
人の欲が具現化した魔物。
本体は金貨であり、宝物庫そのものがヴァルファーレとも言える。
ウァラク
塔をねぐらにする双頭龍。
双頭を倒すと、双頭が合体した形態になる。
アンドレアルフス
城に向かう船に遣わされた孔雀の容姿を持つ悪魔。
空を飛び回り、風・雨・雷を操る。
ブラッドレス
城の地下の拷問施設で殺戮を繰り返している女吸血鬼。
血のドレスを纏い、血で武器を作り出す。
バティン
機械図書館の番人。
超光速移動により概念と化した自身の体を武器にする。
グレモリー
城の最後で待ち受ける女悪魔。
第1形態と第2形態がある。
斬月（ナイトメア）
闇に堕ちた斬月。
自動操作になるアルフレッド、ジーベルと協力してミリアムで戦う。
今作に登場するボスの中では唯一正式名称及びデザイン画がない。

## 開発
『リチュアル・オブ・ザ・ナイト』は五十嵐がコナミ退社後にArtPlay所属となり、kickstarterで資金を調達して制作が開始された。その資金調達時にストレッチゴールとして設定されていた、「8bit風ゲームの作成」に必要な目標金額を達成したことで、その約束に基づいて本作は制作され、2018年5月12・13日に開催のBitSummit Volume 6にて発売が発表された。
この8bit風『カース・オブ・ザ・ムーン』は最初から面クリア型として開発され、五十嵐は主に物語と世界観の監修をしており主人公は本編と同じキャラクターだとつまらないとの理由で斬月となった。ゲーム部分は2Dゲーム開発が得意なインティ・クリエイツに任され、4人のキャラクターを切り替えるなどのアイディアもインティにより盛り込まれた。なお、8bit風ゲームの本作がkickstarterキャンペーンの時点で設定された理由としては、kickstarter開始時点では『リチュアル・オブ・ザ・ナイト』は3DSでの開発が難しかったため3DS版は予定されていなかったが、8bit版でなら3DSでも出せると考えたことによる。五十嵐は、僕が作ってきた悪魔城シリーズはDSでいくつも出てるので僕の作品が好きなお客さんは3DSに結構いるのかなと述べており、そこに対してのケアとしてこういう形となった。